# Roland Faulkner
Roland Faulkner (* 20. April 1932; † 2. Oktober 2004 in Homewood, Cook County,  Illinois) war ein US-amerikanischer Jazzgitarrist.

## Leben und Wirken
Faulkner trat bereits als Jugendlicher in Chicagoer Jazzclubs bei Jamsessions auf; außerdem war er Mitglied eines Trios nach dem Vorbild des Nat-King-Cole-Trios um den Pianisten Norman Simmons. Erste Plattenaufnahmen entstanden, als er 1960 der Begleitband des Sängers Osborne Smith angehörte (The Eyes of Love). 1960/61 spielte er bei Lionel Hampton, mit dem er 1961 auch in Westeuropa tourte. In den folgenden Jahren arbeitete er mit Eddie Harris, Redd Holt, Clarence Shaw und Ramsey Lewis, ab 1965 mit Sonny Cox, Herb Lance und mit Jack McDuff, zu hören auf dessen Alben Tobacco Road (1966) und The Natural Thing (1968).
Seine letzte Plattensession hatte Faulkner 1970 als Mitglied der Bigband The Soulful Strings, der u. a. auch Billy Wooten, Phil Upchurch und Richard Evans angehörten (Play Gamble-Huff, Cadet). Im Laufe seiner Karriere spielte er u. a. auch mit Howlin’ Wolf (The Howlin’ Wolf Album, Chess 1968), Muddy Waters (Electric Mud), Sammy Davis Jr., Sarah Vaughan, Billie Holiday, Joe Williams und Lena Horne. Im Bereich des Jazz war er zwischen 1960 und 1970 an 25 Aufnahmesessions beteiligt. In seinen späteren Jahren gehörte er noch einer lokal wirkenden Band des Saxophonisten Grady Johnson an.